# مرجنت برنس II
مِرجنت بِرنس أو مِرچنت پرِنس II (بالإنجليزية: Merchant Prince II) هي لعبة استراتيجية تناوب الأدوار، صدرت في 2001. الهدف في اللعبة هو إقامة غزوات اقتصادية وسياسية وعسكرية. اللعبة من تطوير شركة هولِستك ونشر تيك-تو إنترأكتِف .

## الاستقبال
| استقبال |        |
| --- | ------ |
| مجموع النقاط المجموع نقاط ميتاكريتيك 57/100 [ 2 ] نتائج المراجعة نشرة نقاط أول غيم [ 3 ] كمبيوتر غيمنغ ورلد [ 4 ] غيم سبوت 5.2/10 [ 5 ] غيم سباي 75% [ 6 ] غيم زون 7/10 [ 7 ] آي جي إن 7.3/10 [ 8 ] نيكست جينرايشن [ 9 ] بي سي غيمر (الولايات المتحدة) 50% [ 10 ] بي سي زون 63% [ 11 ] |        |
| مجموع النقاط |        |
| المجموع | نقاط   |
| ميتاكريتيك | 57/100 |
| نتائج المراجعة |        |
| نشرة | نقاط   |
| أول غيم | [ 3 ]  |
| كمبيوتر غيمنغ ورلد | [ 4 ]  |
| غيم سبوت | 5.2/10 |
| غيم سباي | 75%    |
| غيم زون | 7/10   |
| آي جي إن | 7.3/10 |
| نيكست جينرايشن | [ 9 ]  |
| بي سي غيمر (الولايات المتحدة) | 50%    |
| بي سي زون | 63%    |

قام كِفن رايس بمراجعة نسخة الكمبيوتر من اللعبة لمجلة الجيل القادم، وصنفها بثلاثة نجوم من أصل خمسة، ذكر كفن «انها عملياً نفس اللعبة التي كانت عليها قبل ثماني سنوات، فقط مصممة للعمل مع ويندوز بدلاً من دوس، ولكنها في الاخير ما زالت لعبة الاستراتجية المسلية والفريدة من نوعها.» 
تلقى مِرچنت پرِنس II مراجعات «مِكسد (Mixed)»، على موقع تجميع المراجعات ميتاكريتيك. لم يتم تجديد طريقة اللعب الا قليلا حتى انها اقرب إلى ان تعتبر إعادة إصدار منها إلى جزء جديد، حيث ان التغييرات التي تمت على الگرافيكس جعلتها أكثر بشاعة، مع واجهة مكبرة وغير مواءمة للمستخدم (على سبيل المثال، زر «إند تُرن (End turn)»، كان ممثلا بكأس نبيذ خالي من أي عنوان)  انتقد النقاد اللعبة إلى حد كبير وحتى المراجعة الإيجابية من قبل IGN وصفتها بأنها «إعادة إصدار رخيصة» ولكن الموقع غض النظر عن ذلك فقط بسبب صعوبة العثور على لعبة الDOS الأصلية. مجلة كمبيوتر گيمِنگ ورلد افتتحت مراجعتها بـ «مِرچنت پرِنس 2 هو العنوان الذي يمنح ألعاب الإستراتيجية سمعة سيئة»، وخلص في النهاية إلى أن «المستهلكين الذين انجذبوا إلى اللعبة بسبب موضوعها الجذاب سوف يحسون—ولمرة ثانية—ان ألعاب إستراتيجية تناوب الادوار ليست الا خسارة اموال، تشوش، غباء، وسماجة». وجد كينت كونراد ان شجرة التكنولوجيا في اللعبة «نصف مخبوزة» منهياً مراجعته بـقول «هناك لعبة أفضل مختبئة داخل مِرچنت پرِنس II الا وهي لعبة ميكافِلي: ذا پرنس. من الاحسن ان تشتريها بدلا من هذه.» 

## روابط خارجية
- مرجنت برنس II على موبي غيمز